# Jane Wardley
Jane Wardley, también conocida como Madre Jane Wardley, fue una líder fundadora de lo que se convirtió en la Sociedad Unida de Creyentes en la Segunda Aparición de Cristo, más conocida como Shakers.

## Vida personal
Poco se sabe de la vida personal de Wardley. Era una residente de Bolton, ubicada en el Reino Unido, también conocida como Bolton-le-moors. Vivía y trabajaba allí con su marido James, que trabajaba como sastre. Más tarde se mudaron a Mánchester, donde siguieron viviendo en condiciones de baja temporalidad.

## La vida religiosa
Wardley y su marido eran miembros devotos de la Sociedad Religiosa de los Amigos, también conocidos como cuáqueros. Sin embargo, alrededor de 1747 Wardley comenzó a tener visiones de Dios diciéndole que fuera por su pueblo enseñando la verdad sobre el fin del mundo: que Cristo estaba a punto de volver, y que su segunda aparición sería en forma de mujer, como está escrito en el libro de los salmos de la Biblia. Inspirada, ella hizo precisamente eso. Su primera conversión fue su marido, al que pronto siguió John Townley, considerado un albañil relativamente rico —más tarde proporcionó una importante financiación para el Grupo Wardley—, y antiguos anglicanos y metodistas. Como cuáquera, su culto comenzó a menudo con un período de meditación silenciosa. Sin embargo, a menudo comenzaba a temblar y a mecerse, ya que «recibía visiones de Dios». Esto llevó a que sus seguidores fueran llamados «Cuáqueros Sacudidos o Temblorosos». 

En su culto se sentaban en meditación silenciosa por un tiempo, cuando se sentían con un poderoso temblor bajo el cual expresaban la indignación de Dios contra todo pecado. Otras veces se veían afectados, bajo el poder de Dios, por un poderoso temblor; y ocasionalmente se ejercitaban cantando, gritando o caminando por el suelo bajo la influencia de signos espirituales, o pasando y repasando rápidamente, como nubes agitadas por un poderoso viento.The Testimony of Christ's Second Appearing. (1810).

## Sociedad Wardley

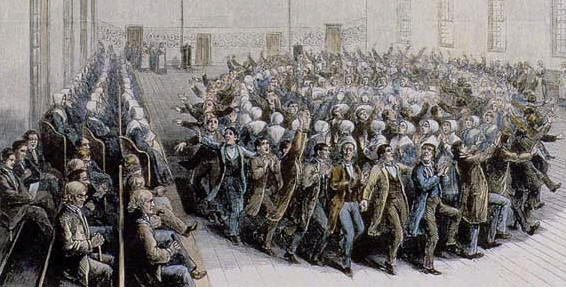
Baile y culto shaker.

La Sociedad Wardley, también conocida como el Grupo Wardley y la Sociedad Bolton, fue un grupo de culto cuáquero fundado en Bolton por Jane y James Wardley. Las prácticas religiosas del grupo se remontan a los profetas franceses llamados camisardos que viajaron a Inglaterra en 1705 para predicar y difundir su método de adoración. Estas enseñanzas se extendieron rápidamente a través de Inglaterra e influyeron en los Wardleys, quienes comenzaron su propia predicación y enseñanza en su casa a unos 30 devotos seguidores. Comenzaron su culto como muchos otros grupos cuáqueros, pero pronto comenzaron a agitarse, a temblar y ocasionalmente a irrumpir en el canto y la danza.
Las reuniones se celebraron primero en Bolton, y más tarde en Mánchester, donde la elocuente predicadora, Jane Wardley, instó a sus seguidores a:

Arrepiéntase. Porque el reino de Dios está cerca. El nuevo cielo y la nueva tierra profetizada de antaño está por venir. Las bodas del Cordero, la primera resurrección, la nueva Jerusalén descendida de lo alto, están ya a la puerta. Y cuando Cristo aparezca de nuevo, y la verdadera iglesia se levante en plena y trascendente gloria, entonces todas las denominaciones anticristianas —los sacerdotes, la Iglesia, el papa— serán barridas.

Predicaron que la gente debería abrir sus corazones y prepararse para la segunda venida de Jesucristo, que se reencarnaría en un futuro próximo como mujer.
John Townley comenzó a visitar las reuniones en Mánchester después de dejar la Iglesia de Inglaterra, y luego se unió a la  Sociedad Metodista. Era un albañil relativamente rico. Alrededor de 1766, fue visitado en su casa por James Wardley. Posteriormente se unió al Grupo Wardley y acogió a muchos miembros más pobres de la sociedad.

## Influencia en Ann Lee
Ann Lee era la hija de dos miembros devotos de la iglesia. Se vio obligada por el poder de los testimonios de Wardley y su marido, y les confesó sus pecados. Enseñó que el arrepentimiento era absolutamente esencial para recibir el poder de abandonar el pecado. Se convirtió en la primera líder de los Shakers.